# Nora Kaye
Nora Kaye-Ross, née le 17 janvier 1920 à New York dans l'État de New York et morte le 28 février 1987 à Los Angeles, est une prima ballerine américaine connue pour sa capacité à interpréter des rôles dramatiques. Appelée la Duse of Dance, en hommage à la célèbre actrice Eleonora Duse, elle travaille également dans des films en tant que chorégraphe et productrice et elle se produit à Broadway.

## Biographie

### Jeunesse
Nora Kaye, née Nora Koreff le 17 janvier 1920 à New York dans l'État de New York, est la fille de parents immigrés juifs russes, Louise (1895-1973) et Gregory Joseph Koreff (1893-1976). Plus tard, elle changera son nom de famille en Kaye.
Son père, Gregory Koreff est un acteur au théâtre d'art de Moscou et travaille sous la direction de Konstantin Stanislavski. À l'âge de cinq ans, elle commence à étudier la danse sous la tutelle de Michel Fokine et trois ans plus tard elle rejoint une classe de ballet à l'école Metropolitan Opera où elle poursuit ses études sous Margaret Curtis. À l'âge de 15 ans, Nora Kaye est diplômée du Metropolitan Opera et intègre son corps de ballet.
Nora Kaye étudie également à la School of American Ballet avec des professeurs notables dont Anatole Vilzak, Ludmilla Schollar et Margaret Craske.

### Carrière
En 1936, elle rejoint l'American Ballet, dirigé par George Balanchine et Lincoln Kirstein. Elle devient plus tard membre du corps de ballet du Radio City Music Hall et danse dans plusieurs productions de Broadway, dont Giselle (1941), Pilier de feu d'Antony Tudor (1942), et Two's Company (1952), une revue avec Bette Davis. Elle travaille comme assistante sur les comédies musicales I Can Get It for You Wholesale (1962), Tovarich (1963) et On a Clear Day You Can See Forever (1965).
Nora Kaye épouse Michael Murray Van Beuren en 1943, divorce et épouse le violoniste Isaac Stern en 1948, puis divorce à nouveau. Elle est brièvement fiancée à Jerome Robbins en 1951. Elle épouse le réalisateur, producteur, chorégraphe et acteur Herbert Ross en août 1959. Le couple fonde le Ballet of Two Worlds, qui fait une tournée en Europe en 1960 en interprétant des chorégraphies de Ross telles que Persephone et The Dybbuk. Après avoir pris sa retraite du ballet en 1961, Nora Kaye continue à aider son mari avec de nombreux films, dont Goodbye, Mr. Chips (1969), The Last of Sheila (1973), Funny Lady et The Sunshine Boys (tous deux en 1975) et The Seven-Per -Cent Solution (1976). Le dramaturge et scénariste Arthur Laurents affirme dans son autobiographie Original Story By (2000) que lui et Nora ont eu une relation amoureuse, qui connaît des hauts et des bas, après sa libération de l'armée américaine en 1946.
Nora Kaye produit notamment The Turning Point (1977), Nijinsky (1980), Pennies from Heaven (1981) et The Secret of My Succe $ s (1987).
Leur dernier travail ensemble est un film intitulé Dancers.

### Décès
Elle meurt le 28 février 1987 à Los Angeles d'un cancer à l'âge de 67 ans et est inhumée avec son mari Herbert Ross au cimetière Westwood Village Memorial Park à Los Angeles. Leur pierre tombale porte l'inscription "Ils s'aimaient".